# Kamal Khan
Kamal Khan is een personage in Octopussy (1983), de dertiende officiële film uit de James Bondreeks met Roger Moore voor de zesde keer als geheim agent 007. De film werd geregisseerd door John Glen. De rol wordt vertolkt door de Fransman Louis Jourdan
De arrogante en sluwe Kamal Khan – een verstoten Afghaanse prins, woonachtig in India - is een geduchte tegenstander van James Bond. Hij maakt zijn opwachting in de film tijdens een veiling waar hij tegen James Bond moet opbieden om zijn Faberge-ei weer terug te krijgen. De vijandschap tussen Bond en Khan is hiermee een feit. Wanneer Bond de prins met zijn valse dobbelstenen ontmaskert in een spelletje backgammon verliest Khan een hoop geld. Dreigend adviseert hij Bond zijn geld snel op te maken.
Bond en Khan hebben in de loop van de film meerdere confrontaties. Zo is er het befaamde diner waar Bond een gevulde schapenkop krijgt geserveerd en Khan gretig een schapenoog verorbert. Wanneer Bond uit het paleis weet te ontsnappen volgt er een heuse jachtpartij die Bond maar ternauwernood weet te ontvluchten. Het doet Khan opnieuw een mooie oneliner ontlokken: Mister Bond is indeed a rare breed, soon to be made extinct.
Khan is betrokken in een complot met makelaarster Octopussy en de Russische generaal Orlov. Khan speelt met de generaal een dubbelspel. Hij is van plan om een atoombom in West-Duitsland te laten afgaan. Orlov krijgt zo zijn oorlog en Khan krijgt de gesmokkelde juwelen en is in een klap van Octopussy af die aanwezig is op de plek waar de bom moet afgaan.
Het plan mislukt en in de twee kemphanen treffen elkaar weer wanneer Khan per vliegtuig probeert te ontsnappen. Bond die al hangend aan het vliegtuig de motoren uitschakelt, weet nog op tijd van het vliegtuig weg te komen. Khan stort met het vliegtuig te pletter tegen een berg.

## Handlangers
- Mischka & Grischka
- Gobinda